# 桃太郎印のきびだんご
桃太郎印のきびだんご（ももたろうじるしのきびだんご）は、藤子・F・不二雄の漫画『ドラえもん』に登場するひみつ道具。

## 概要
桃の絵、そして上にひらがなで「きびだんご」と描かれた網袋に団子が数十個入っており、食べた動物は必ず与えた人間になつく。人間を含む全ての動物に有効で、人間が食べた場合、懐かせたい相手に食べさせた場合のみ有効で自分が食べた場合は無効となる。脳の大きさが小さければ小さいほど効果は長持ちするとされる。
てんとう虫コミックス『ドラえもん プラス』第4巻収録「動物くんれん屋」（初出タイトル「もも太郎印きびだんご」）では30分しか効果が続かなかったが、再登場した際には少なくとも1日以上持つようになっている。現代の動物のほか、恐竜や異世界の動物に対しても使用した。人間が食べても味は美味でのび太曰く「案外おいしい」。
主立った用途に「襲って来た猛獣の類に食べさせ大人しくさせる」という緊急事態のものがあるため、慌ててなかなか出せない（そして時にこの道具自体はどこかに落として失うなどして間に合わず、代替手段がとられる）場面の多い道具でもある。
この道具を使う対象が迫り切羽詰まった際、「きび太郎印の・・ももだんご」と言い間違え道具が出なかったことがある。
本来の目的以外に、どんな動物でも食べるという特性を生かし、このだんごを牛乳に溶かしてゾウの母乳の代用とし、ゾウの赤ん坊を育てるために使用している。
モチーフはおとぎ話の『桃太郎』であるが、ドラえもんは当初『桃太郎』を知らず、道具の名前を単なるブランド名のようなものと考えていた。
この道具が初めて登場した1975年四月号の小学二年生掲載の「桃太郎印のきびだんご」は、同年の小学一年生三月号掲載の「どうぶつごヘッドホン」の直接的な続きの話という、基本的に1話完結で展開を引っ張る事のない漫画版「ドラえもん」としては大変珍しい形態で掲載され、新学年に進級後に続きの話が見られるものとなっていた。

## 関連品
登場当初の話では、きびだんごを食べた人間が犬のようになり、他人の命令を聞くというものであった。なお、この時に登場したきびだんごは中華まんぐらいの大きさだった。
桃太郎じるしのキビダンゴ入りオキアミ
『ドラえもんふしぎ探検シリーズ 生き物大探検』に登場する。オキアミに桃太郎印のきびだんごの成分が入っている。使用法、効果は桃太郎印のきびだんごと変わりなく、水中の生物に対して使用する。
おしり印のきびだんご
『ドラえもん のび太の南海大冒険』に登場する。桃太郎印のきびだんごを象った道具。桃太郎印のきびだんごのパッケージにある葉っぱ付きの桃の果実の絵が、葉っぱが無くなり人間の尻を連想させる絵になっている。食べた動物を人間になつかせる効果は無いが、即効性の下剤であり、服用後数秒で下痢が発症する。要はただの下剤であり、名前とイメージ絵からのネタ的な道具。